# Dolor neuropático
El dolor neuropático resulta de un daño o enfermedad que afecta al sistema somatosensorial y puede estar asociado con sensaciones anormales llamadas disestesias y dolor producido por estímulos normalmente no dolorosos (alodinia). El dolor neuropático puede tener componentes continuos y/o episódicos (paroxísticos). Estos últimos se asemejan a una descarga eléctrica. Cualidades comunes son ardor o frialdad, sensaciones de "alfileres y agujas", entumecimiento y picazón. El dolor nociceptivo, por el contrario, es más comúnmente descrito como dolor.
Un 8 % de la población europea está afectada y en el 5 % de esas personas el dolor es incapacitante. El dolor neuropático puede provenir de trastornos del sistema nervioso periférico o del sistema nervioso central (cerebro, cerebelo, tronco encefálico o médula espinal). Así, el dolor neuropático se puede dividir en dolor neuropático periférico, dolor neuropático central o dolor neuropático mixto (central y periférico al mismo tiempo).
Es importante distinguir entre dolor neuropático y otras condiciones de dolor crónico, como el dolor inflamatorio que tiene lugar, por ejemplo, en la artritis reumatoide. Ambos tipos de dolor tienen mecanismos diferentes.

## Causas
El dolor neuropático central puede ser causado por una lesión de la médula espinal, esclerosis múltiple o algunos accidentes cerebrovasculares. Las neuropatías periféricas son causadas frecuentemente por diabetes (ver neuropatía diabética) y otras condiciones metabólicas, infecciones por herpes zóster, neuropatías relacionadas con VIH, deficiencias nutricionales, neurotoxinas, manifestaciones a distancia de tumores malignos, trastornos inmunes y trauma físico en un nervio. Es frecuente el dolor neuropático en el cáncer, por un efecto directo de la neoplasia en los nervios periféricos (por ejemplo, la compresión por un tumor), o como un efecto secundario de la quimioterapia, lesión por radiación o por la cirugía. Hallazgos actuales demuestran que la sensibilidad al gluten no diagnosticada, tanto la enfermedad celíaca como la sensibilidad al gluten no celíaca, puede ser causante de diversos neuropatías al provocar inflamaciones en órganos o tejidos del sistema nervioso.

### Periférico
Después de una lesión de un nervio periférico, puede ocurrir una regeneración aberrante. Las neuronas se pueden volver inusualmente sensibles y desarrollar una actividad espontánea patológica, excitabilidad anormal y aumento de la sensibilidad a los productos químicos, térmicos y estímulos mecánicos. Este fenómeno se llama alodinia (cuando un estímulo inocuo produce reacción dolorosa intensa) e hiperalgesia (cuando un estímulo nocivo leve produce reacción dolorosa intensa).

### Central
Las neuronas del asta dorsal de la médula espinal dan lugar al tracto espinotalámico (TET), el cual constituye la principal vía nociceptiva ascendente. Como consecuencia de la actividad espontánea en curso resultante en la periferia, las neuronas del TET desarrollan una mayor actividad de fondo, agrandamiento de los campos receptivos y respuestas mayores a los impulsos aferentes, incluyendo estímulos táctiles que normalmente son inocuos. Este fenómeno se denomina sensibilización central. La sensibilización central es un importante mecanismo del dolor neuropático persistente.
Otros mecanismos, sin embargo, puede llevarse a cabo a nivel central después del daño en los nervios periféricos. La pérdida de las señales aferentes induce cambios funcionales en las neuronas del asta dorsal. Una disminución en la entrada de fibra grande disminuye la actividad de las interneuronas inhibidoras neuronas nociceptivas es decir, pérdida de inhibición aferente. Hipoactividad de los sistemas descendentes antinociceptivos o pérdida de la inhibición descendente puede ser otro factor. Con la pérdida de la entrada neuronal (desaferenciación) las STT neuronas comienzan a disparar de forma espontánea, un fenómeno designado "hipersensibilidad desaferencional".
La neuroglia ("células gliales") puede desempeñar un papel en la sensibilización central. La lesión de los nervios periféricos induce a las células a liberar citoquinas proinflamatorias y glutamato que, a su vez, influyen sobre las neuronas.

### Mecanismos celulares y moleculares
Los fenómenos descritos anteriormente dependen de los cambios observables a simple vista o con la ayuda de un microscopio óptico. A una escala molecular, se observan en las células alteraciones en la expresión de canales iónicos y cambios en los niveles de neurotransmisores. Estas alteraciones tienden a bajar el umbral necesario para la generación de las señales neuronales. En otras palabras, se incrementa la excitabilidad neuronal.

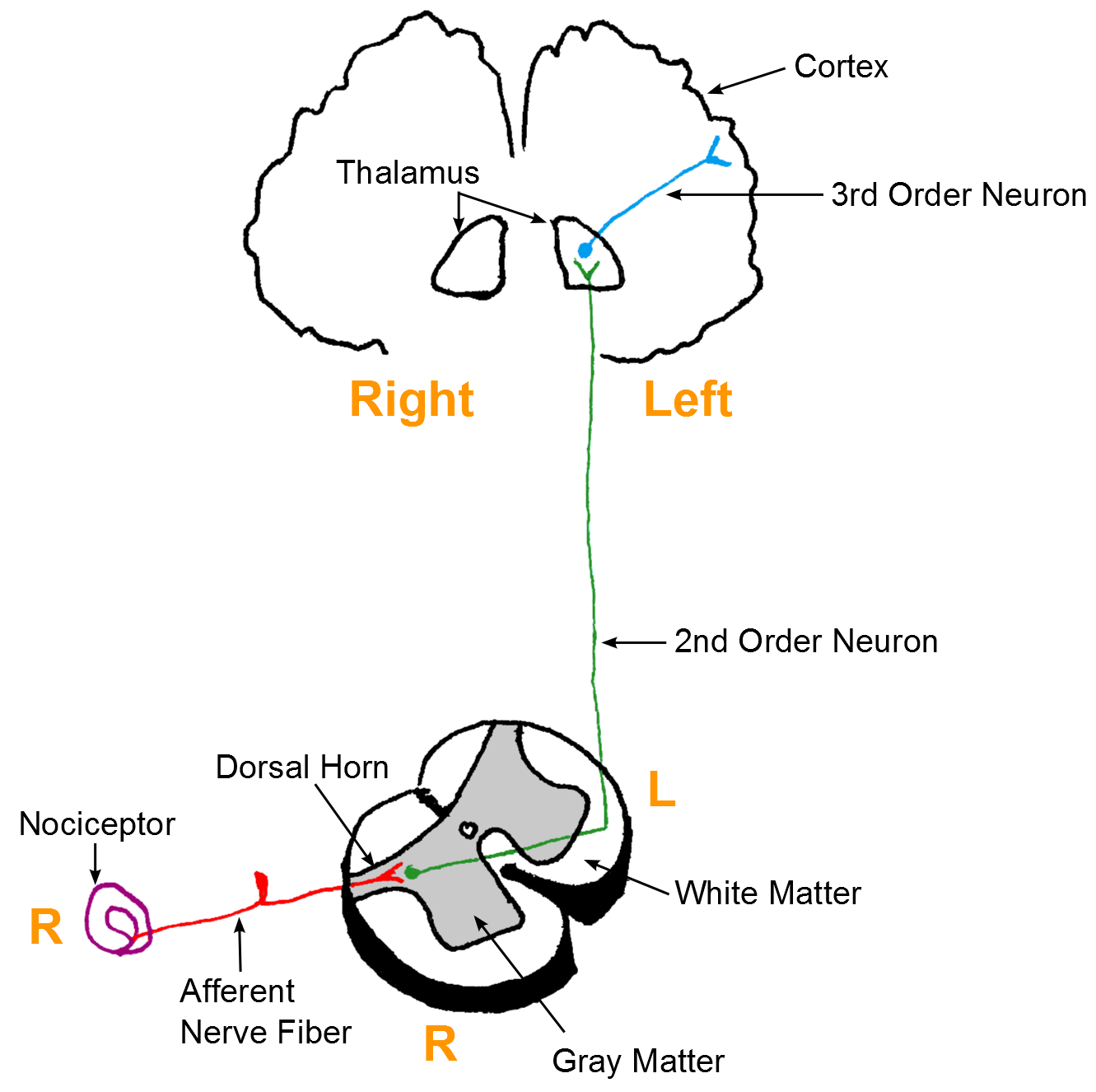
Vías neuronales de recepción de la señal dolorosa (nocicepción). El receptor de la señal dolorosa hace sinapsis con una neurona de un nervio periférico. Este, a su vez, hace sinapsis en el asta dorsal de la médula espinal. Aquí recibe la información una neurona del sistema nervioso central que hará sinapsis en el tálamo del encéfalo, formando parte del tracto espinotalámico. Finalmente, la señal dolorosa será transmitida del tálamo a la corteza cerebral.

## Tratamientos
El dolor neuropático puede ser muy difícil de tratar, ya que solo el 40-60% de pacientes logran un alivio parcial.
Además del trabajo de Dworkin, O'Connor y Backonja et al., citado anteriormente, ha habido varios intentos recientes de establecer recomendaciones para la terapia farmacológica. Estas pruebas han combinado ensayos controlados aleatorios con la opinión de expertos.
Determinar el mejor tratamiento para los pacientes individuales sigue siendo un reto. Los intentos de aplicar los estudios científicos sobre las mejores prácticas están limitados por factores tales como las diferencias en las poblaciones de referencia y la falta de estudios. Además, las combinaciones de múltiples fármacos y las necesidades de poblaciones especiales, como los niños, requieren más estudio. Existen diversas estrategias y enfoques para elegir el tratamiento más adecuado según el tipo de dolor y la respuesta del paciente.
Es una práctica común en la medicina designar clases de medicamentos de acuerdo a su uso, por ejemplo "antidepresivos" y "medicamentos antiepilépticos" (AED). Pero estos fármacos tienen usos alternativos para tratar el dolor debido a que el sistema nervioso humano emplea mecanismos comunes para diferentes funciones, como ocurre con los canales iónicos, por ejemplo, para la generación del impulso y con los neurotransmisores para la señalización de célula a célula.
Los tratamientos favorecidos por ejemplo, son ciertos antidepresivos tricíclicos e inhibidores selectivos de la recaptura de serotonina-norepinefrina  (IRSN), anticonvulsivos, especialmente pregabalina (Lyrica) y la gabapentina (Neurontin), y la lidocaína tópica. Los analgésicos opioides y tramadol son reconocidos como agentes útiles pero no se recomiendan como tratamiento de primera línea. Muchos de los tratamientos farmacológicos para el dolor neuropático crónico disminuyen la sensibilidad de los receptores nociceptivos, o desensibilizan las fibras C de manera que transmitan menor señal.
Algunos fármacos pueden ejercer su influencia sobre las vías descendentes de modulación del dolor. Estas vías descendentes de modulación del dolor se originan en el tronco cerebral.

### Los antidepresivos
El funcionamiento de los antidepresivos es diferente en el dolor neuropático de la observado en la depresión. La activación de las vías descendentes norepinefrinérgica y serotoninérgica hacia la médula espinal limitan las señales de dolor que ascienden al cerebro. Los antidepresivos alivian el dolor neuropático en personas no deprimidas. 
En modelos animales de dolor neuropático, se ha encontrado que los compuestos que sólo bloquean la recaptación de serotonina no mejoran el dolor neuropático. De manera similar, los compuestos que solo bloquean la recaptación de norepinefrina tampoco mejoran el dolor neuropático. El bloqueo dual de la recaptura de serotonina-norepinefrina, como hacen la duloxetina, venlafaxina, el milnaciprán y, al igual que los antidepresivos tricíclicos, como la amitriptilina, nortriptilina, y desipramina mejoran el dolor neuropático y se consideran medicamentos de primera línea para esta enfermedad.
Bupropion se ha encontrado que tiene eficacia en el tratamiento del dolor neuropático.
Los antidepresivos tricíclicos también pueden tener efectos sobre los canales de sodio.

### Los anticonvulsivos
La pregabalina (Lyrica) y  gabapentina (Neurontin) mediante el bloqueo de ciertos canales de calcio en neuronas específicas pueden reducir el dolor asociado a la neuropatía diabética. Los anticonvulsivantes carbamazepina (Tegretol) y la oxcarbazepina (Trileptal) son especialmente eficaces en la neuralgia del trigémino. Las acciones de estos dos fármacos están mediadas principalmente por canales de sodio.
La lamotrigina puede tener un papel especial en el tratamiento de dos enfermedades para las que existen pocas alternativas, es decir, dolor post-accidente cerebrovascular y neuropatía por HIV / sida en pacientes que ya reciben terapia antirretroviral.

### Los opioides
Los opioides, también conocidos como narcóticos, se reconocen cada vez más importantes opciones de tratamiento para el dolor crónico. No se consideran tratamientos de primera línea para el dolor neuropático, pero siguen siendo la clase más consistentemente eficaz de los medicamentos para esta condición. Los opioides se deben utilizar sólo en las personas apropiadas y bajo estricta supervisión médica.
Varios opioides, la metadona en particular, y la cetobemidona, son antagonistas de NMDA, además de sus propiedades agonistas opioides μ-. La metadona hace esto porque es una mezcla racémica; sólo el isómero-l es un potente agonista μ-opioide. El isómero-d no tiene acción agonista opioide y actúa como un antagonista de NMDA; la metadona-d es un analgésico en modelos experimentales de dolor crónico. Existen estudios clínicos en curso para probar la eficacia de la metadona-d en síndromes de dolor neuropático.
Hay poca evidencia para indicar que un opioide fuerte es más efectivo que otro. La opinión de los expertos se inclina hacia el uso de la metadona para el dolor neuropático, en parte debido a su antagonismo NMDA. Es razonable, basar la elección en los opioides en relación a otros factores.

### Los agentes tópicos
En algunas formas de neuropatía, especialmente neuralgia post-herpética, la aplicación tópica de anestésicos locales tales como la lidocaína o agentes antiinflamatorios tales como maltolato de galio (basado en un caso de estudio y en la investigación preclínica) puede proporcionar alivio. En algunos países está disponible comercialmente un parche transdérmico que contiene lidocaína.
Las aplicaciones tópicas repetidas de capsaicina son seguidas por un período prolongado de sensibilidad reducida de la piel, conocida como desensibilización, o inactivación de nociceptor. La capsaicina no sólo agota la sustancia P, pero también da lugar a una degeneración reversible de fibras nerviosas epidérmicas. Sin embargo, la capsaicina que se utiliza para el dolor neuropático tiene concentraciones sustancialmente superiores a las de las cremas habituales con capsaicina, y el uso tópico de la capsaicina puede provocar dolor por sí mismo.

### Canabinoides
Los ingredientes activos de la marihuana son llamados canabinoides. El uso de la marihuana medicinal para el alivio del dolor ha sido aprobado en algunos lugares del mundo, incluyendo a muchos estados de los Estados Unidos.
Un estudio reciente mostró que fumar marihuana es beneficiosa en el tratamiento de los síntomas del HIV asociados a la neuropatía periférica. La nabilona es un canabinoide artificial que es significativamente más potente que el delta-9-tetrahidrocannabinol (THC). La nabilona produce menos alivio del dolor neuropático crónico y tiene un poco más efectos secundarios que los dihidrocodeína.
Los efectos adversos predominantes son la depresión del SNC y los efectos cardiovasculares que son leves y bien tolerados, pero, efectos los psicoactivos secundarios limitan su uso. Un asunto que complica puede ser una ventana terapéutica estrecha; Dosis más bajas disminuirían el dolor, pero las dosis más altas tienen el efecto contrario.
Sativex, una combinación de dosis fija de delta-9-tetrahidrocannabinol (THC) y el cannabidiol, se vende como un spray bucal. El producto está aprobado tanto en Suecia y Canadá como tratamiento adyuvante para el alivio sintomático del dolor neuropático en la esclerosis múltiple, y para el dolor relacionado con el cáncer.. Son necesarios estudios a largo plazo para evaluar la probabilidad de aumento de peso, las influencias psicológicas no deseadas y otros efectos adversos.

### La toxina botulínica tipo A
La toxina botulínica tipo A (BTX-A) es más conocida por su nombre comercial, Botox. La inyección local intradérmica de toxina botulínica A es útil en la neuropatías focales crónicas dolorosas. Los efectos analgésicos no son dependientes de los cambios en el tono muscular. Los beneficios persisten durante al menos 14 semanas desde el momento de la administración. Sin embargo, esta toxina botulínica provoca parálisis muscular, lo cual puede afectar a la calidad de vida.
La utilidad de BTX-A en otras condiciones dolorosas queda por establecer.

### Antagonismo NMDA
La N-metil-D-aspartato (NMDA) parece desempeñar un papel importante en el dolor neuropático y en el desarrollo de tolerancia a los opioides. El dextrometorfano es un antagonista del NMDA a dosis altas. Los experimentos en animales y seres humanos han establecido que los antagonistas de NMDA, como la ketamina y el dextrometorfano puede aliviar el dolor neuropático e invertir la tolerancia a opioides.
Desafortunadamente, sólo unos pocos son antagonistas de NMDA clínicamente disponibles y su uso está limitado por una vida media muy corta ( dextrometorfano), debilidad de la actividad (memantina) o efectos secundarios inaceptables (ketamina).

### La reducción de la estimulación nerviosa simpática
En algunos síndromes de dolor neuropático, se produce "crosstalk" entre nervios simpáticos descendentes y nervios sensoriales ascendentes. El aumento de la actividad simpática resulta un aumento del dolor en sistema nervioso, esto se conoce como dolor mediado simpatéticamente.
Se realizan a veces operaciones, lesionando la rama simpática del sistema nervioso autónomo.
Existen métodos de tratamiento del dolor mantenido simpáticamente en los tejidos periféricos. Esto se hace por vía tópica a un paciente que tiene dolor mantenido simpáticamente en un lugar periférico, donde el dolor se origina. En el que el dolor mantenido simpáticamente puede ser diagnosticado por el bloqueo anestésico local del ganglio simpático apropiado o bloqueo del receptor adrenérgico mediante la administración intravenosa de fentolamina, y reavivado por la inyección intradérmica de la norepinefrina.

### Los suplementos dietéticos
Hay dos suplementos dietéticos que tienen evidencia clínica que demuestra son tratamientos eficaces de la neuropatía diabética, Alfa lipoico y benfotiamina.
Una revisión de estudios en 2007, encontró que la administración, inyección (parenteral), de ácido alfa lipoico (ALA) fue encontrado para reducir los diversos síntomas de la neuropatía diabética periférica. Mientras que algunos estudios sobre administrado por vía oral ALA habían sugerido una reducción tanto en los síntomas positivos de la neuropatía diabética (incluyendo punzante y ardiente dolor), así como los déficits neuropáticos (parestesia), el metanálisis mostró "datos más contradictorios sobre si mejora los síntomas sensoriales o sólo los déficits neuropáticos". Hay algunas pruebas limitadas de que la ALA también es útil en algunas otras neuropatías no diabéticos.
Benfotiamine es una forma liposoluble de tiamina que tiene varias estudios a doble ciego controlados con placebo, que demuestren eficacia en el tratamiento de la neuropatía diabética y varias otras comorbilidades diabéticas.

### Neuromoduladores
La neuromodulación es un campo de la ciencia, la medicina y la bioingeniería, que abarca tanto las tecnologías implantables y no implantables (eléctricos y químicos) con propósito de tratamientos.
Los dispositivos implantados son caros y conllevan el riesgo de complicaciones. Los estudios disponibles se han centrado en las condiciones que tienen una prevalencia diferente de los pacientes con dolor neuropático en general. Se necesita más investigación para definir el rango de condiciones para las cuales podrían ser beneficiosos.

### Estimuladores de la médula espinal y bombas implantadas de la columna vertebral
Los estimuladores de la médula espinal, usan electrodos colocados adyacente a, pero fuera de la médula espinal. La tasa global de complicaciones es de un tercio, por lo general debido a la migración o rotura, pero los avances en la última década han llevado a tasas de complicaciones mucho menor. La falta de alivio del dolor en ocasiones induce a la remoción del dispositivo.
Las bombas de infusión entregan el medicamento directamente espacio lleno de líquido (subaracnoidea) que rodea la médula espinal. Los opioides solos u opiáceos con medicación adyuvante (un anestésico local o clonidina) o, más recientemente ziconotida se infunden. Complicaciones tales como infecciones graves (meningitis), retención urinaria, trastornos hormonales y formación de granulomas intratecales, se han observado con infusión intratecal.
No hay estudios aleatorizados de bombas de infusión. Para pacientes seleccionados 50 % o mayor alivio del dolor se logra en 38 % a 56 % a los seis meses, pero disminuye con el paso del tiempo. Estos resultados deben considerarse con escepticismo ya que los efectos del placebo no pueden ser evaluados.

### Estimulación de la corteza motora
La estimulación de la corteza motora primaria a través de electrodos colocados dentro del cráneo pero fuera de la membrana meníngea gruesa (dura) se ha utilizado para tratar el dolor. El nivel de estimulación es inferior a la de la estimulación motora. En comparación con la estimulación espinal, que requiere una notable sensación de hormigueo (parestesias) como beneficio, el único efecto palpable es el alivio del dolor.

### La estimulación cerebral profunda
Los mejores resultados a largo plazo con la estimulación profunda del cerebro se han reportado con los objetivos en la materia gris periventricular/periacueductal (79 %), o la materia periventricular/gris periacueductal más tálamo y/o cápsula interna (87 %). Hay una tasa de complicaciones importante que aumenta con el tiempo.